# Ист, Эдвард
Эдвард Мюррей Ист (англ. Edward Murray East; 4 октября 1879, Иллинойс, США — 9 ноября 1938, Бостон, США) — американский генетик.
Член Национальной академии наук США (1925).

## Биография
Родился Эдвард Ист 4 октября 1879 года в Иллинойсе. Детство и юность Эдварда прошли там. В возрасте 15-ти лет он окончил среднюю школу в 15 лет и устроился на работу в механический цех, где проработал 2 года. Во время работы в механическом цеху, Эдвард увлёкся наукой и решил поступать в Иллинойсский университет в Нормале, где в 1901 году он получил учёную степень бакалавра, а в 1904 году — магистра. Эдвард был единственным аспирантом в отделе агрономии Иллинойсского университета, где получил докторскую степень в области химии в 1907 году. Эдвард Ист был учеником С. Хопкинса. С 1900 по 1905 год работал на Иллинойсской экспериментальной сельскохозяйственной станции. С 1905 по 1909 год работал на Коннектикутской сельскохозяйственной станции. С 1909 по 1938 года занимал должность профессора Гарвардского университета.
Скончался Эдвард Ист 9 ноября 1938 года в Бостоне.

## Научные работы
Основные научные работы посвящены генетике кукурузы, эффектам инбридинга и кроссбридинга.
- Одним из первых провёл скрещивание инбредных линий кукурузы для получения гетерозисного эффекта.